# World Association of Theoretical and Computational Chemists
A World Association of Theoretical and Computational Chemists (WATOC) (em português:  Associação Mundial de Química Teórica e Computacional) é uma sociedade científica fundada em 1982, "a fim de promover o desenvolvimento e aplicação de métodos teóricos" em química, particularmente química quântica e química computacional. Foi denominada originalmente World Association of Theoretical Organic Chemists, sendo depois renomeada como World Association of Theoretically Oriented Chemists, e finalmente renomeada como World Association of Theoretical and Computational Chemists.
A WATOC organiza um congresso internacional trianual (o mais recente ocorreu em 2011 em Santiago de Compostela, Espanha) e diversas conferências menores sobre tópicos específicos.
A associação concede duas medalhas anuais: a Medalha Schrödinger "para o mais destacado químico computacional internacional que não tenha recebido previamente esta condecoração", e a Medalha Dirac "para o mais destacado químico computacional internacional com idade inferior a 40 anos".

## Presidentes
Alguns dos presidentes da WATOC (atual e anteriores) são:
- Leo Radom
- Paul von Ragué Schleyer
- Henry Fritz Schaefer III
- Imre Gyula Csizmadia.